# Звончін
Звончін (словац. Zvončín) — село, громада округу Трнава, Трнавський край. Кадастрова площа громади — 8.24 км².
Населення 951 особа (станом на 31 грудня 2020 року).

## Історія
Звончін згадується 1539 року.

## Населення
| Рік:            | 1994. | 2004. | 2014.    | 2024.    |
| --------------- | ----- | ----- | -------- | -------- |
| Кількість осіб: | 0     | 658   | 796      | 1039     |
| Різниця:        |       | –     | +20,97 % | +30,52 % |

| Рік:            | 2023. | 2024.   |
| --------------- | ----- | ------- |
| Кількість осіб: | 1028  | 1039    |
| Різниця:        |       | +1,07 % |